# レンズマン
レンズマン（Lensman）は、アメリカのSF作家E・E・スミスが作り上げたヒーローである。

“ドク”E（エドワード）・E（エルマー）・スミスは、1937年から10年以上に渡り『銀河パトロール隊』を始めとする一大SF小説、レンズマン・シリーズを書き上げ、“スペースオペラ”といわれる娯楽小説のジャンルの形成に、大きな方向付けの役割を果たした。
レンズマン・シリーズは、地球人のレンズマンである主人公キムボール・キニスンの成長と活躍を物語の軸に置き、銀河文明とそれに敵対する宇宙海賊ボスコーン（ボスコニア文明）との宿命的な全面戦争に到るまでの波瀾万丈の物語を描く。

## レンズマン / レンズとは
レンズ（アリシアのレンズ、驚異のレンズ）とは、銀河パトロール隊がアリシア人から与えられた認識票である。他者から認識されやすく、当人の行動の邪魔にならない箇所に装着する。原作では人間型レンズマンはプラチナ・イリジウム合金製の腕輪にはめ込まれ、手首に着用する（通常の場合。潜入工作の際などは肩に近い上腕、ズボンのポケット、靴の中などに仕込む場合もある）。リゲル人トレゴンシーは腕（触手）の1本、ヴェランシア人ウォーゼルは額の中央に埋め込まれるように装着されており、他の非ヒューマノイドもこれに準じていると思われる。パレイン人ナドレックがどのように装着しているかは不明（彼らの外見は温血の酸素呼吸生物には知覚不能であるため、厳密な描写がほとんどない）。第三段階レンズマンである“レンズの子供たち”は、レンズそのものを自分の肌の表面に出現させることが可能である。
分析・合成が不可能な未知の物質でできており、偽造は不可能である。また、既知のいかなる薬品、発生させ得る限りの高温、低温、振動、衝撃などによっても破壊は不可能である。所有する個人ごとに調製され、レンズと対になる本人にしか着用できず、着用している間は独特の光彩を放ち、この状態では無害であるが、暗い（光彩を放っていない）状態で他人が着用すれば激しい苦痛を感じて即死する。正規の所有者が死亡すると、数分後に分解消滅し、いかなる残留物も残さない。
また、保有者を精神感応者（テレパス）にする機能を持つ。これにより、人類以外の異種知性体ともコミュニケーションが可能となる。言語や思考そのものだけでなく、思考を代表するメッセージであれば、いかに隠され、暗号化されていようとも即座に理解することができる。
このレンズを所持するものはレンズマンと呼ばれ、法と正義の執行者として既知のあらゆる宇宙において絶大な信頼を受ける。特に「リリース」（普通任務解除）され「独立レンズマン」となった者は、ほとんど無制限の権利を行使することができ、銀河調整官からの指示など一部例外を除き誰からも命令を受けることはなく、銀河パトロール隊の莫大な予算も無制限に使用することができる。独立レンズマンはその制服の色から「グレー・レンズマン」と呼ばれる。
レンズを製造できるのは第3水準以上の知性のみで、作中ではアリシア人とエッドア人、そして“レンズの子供たち”だけである。
物語終盤では、エッドア人によって製造されたボスコニアのレンズが登場し、その着用者はブラック・レンズマンと呼ばれた。ただし、ボスコニアでは個人の自発的な意思や士気を重視しないため、訓練は主に潜在意識下において行なわれ、他者を傷つけ苦しめる「実技」が重視された。またその着用者も自ら修練して己を高めるような性格ではなく、銀河文明に対し致命的な脅威とはならなかった。
通常、レンズは1人のレンズマンに対して1個だけ供与されるが、キムボール・キニスンは潜入捜査の過程で一度レンズを失い、再度供与を受けている。
レンズの着用者は基本的に男性のみで、“レッド・レンズマン”クラリッサと彼女の娘たちは例外的な存在とされている。ただし、デイヴィッド・カイルによる外伝には彼女たち以外の女性レンズマンが登場する。

## シリーズ一覧

### スミスによる正伝
日本語タイトルは創元SF文庫（東京創元社）版による。
- 『銀河パトロール隊』 Galactic Patrol （1937年、キムがレンズマンになるところから始まる話） ISBN 978-4488603168
- 『グレー・レンズマン』 Gray Lensman （1939年、『銀河パトロール隊』の続編） ISBN 978-4488603175
- 『第二段階レンズマン』 Second Stage Lensman （1941年、『銀河パトロール隊』の続々編） ISBN 978-4488603182
- 『レンズの子供たち（レンズの子ら）』 Children of the Lens （1947年、キムの子供たちの世代の話） ISBN 978-4488603199
- 『ファースト・レンズマン』 First Lensman （1950年、最初のレンズマン誕生の話。銀河パトロール隊の結成以前に遡る） ISBN 978-4488603205
- 『三惑星連合』 Triplanetary （1934年、『ファースト・レンズマン』の前日譚） ISBN 978-4488603212
- 『渦動破壊者』 The Vortex Blaster （1960年、シリーズ外伝。『第二段階レンズマン』と『レンズの子供たち』の間の話。主人公はレンズマンではないが、銀河調整官になったキムやレーシーが脇役として登場する） ISBN 978-4488603229

### 正伝のジュブナイル

#### 偕成社
- 『宇宙パトロール』 Galactic Patrol（名作アニメート絵話15、1969年。ヴァレンシア／デルゴンがトリぼし／ケモノぼし、ヘルマスがクロボシなど各所が翻案されている。）
- 『銀河パトロール隊』 Galactic Patrol（SF名作シリーズ-2）

#### 集英社
- 『銀河パトロール隊』 Galactic Patrol （ジュニア版・世界のSF11）

#### あかね書房
- 『銀河系防衛軍』 Triplanetary （少年少女世界SF文学全集20）

#### ポプラ社
- 『銀河戦士レンズマン』 Galactic Patrol
- 『レンズマン対宇宙海賊』 Galactic Patrol
- 『レンズマン危機一髪』 Gray Lensman
- 『レンズマンの反撃』 Second Stage Lensman

#### 講談社・青い鳥文庫
- 『三惑星連合軍の戦い』 Triplanetary
- 『宇宙戦士レンズマン』 First Lensman
- 『銀河パトロール隊』 Galactic Patrol
- 『戦うグレーレンズマン』 Gray Lensman
- 『ボスコニア大戦争』 Second-Stage Lensman
- 『レンズマンの子どもたち』 Children of the Lens

### その他の作者による外伝・続編

#### デイヴィッド・カイル著
3作品とも『第二段階レンズマン』と『レンズの子ら』の間の話
- 『ドラゴン・レンズマン』The Dragon Lensman(1980)（創元推理文庫、ウォーゼルが主人公） ISBN 978-4488603144
- 『リゲルのレンズマン』Lensman from Rigel (1982)（創元SF文庫、トレゴンシーが主人公） ISBN 978-4488603151
- 『Z-Lensman』(1984)（未訳、ナドレックが主人公）

カイルの作品は「最も"ドク"の文体に近い」と言われる。ただし「正伝」のファンの中には、「正伝」を絶対視して彼の作品を認めない者も存在する。これは宗教的にE.E.スミスを崇拝している訳ではなく、第1作の『ドラゴン・レンズマン』において「正伝」の世界観の中核のひとつでもある「銀河文明を通して唯一の女性レンズマンは“レッド”・レンズマン のみ」という部分を壊したことが大きく響いている。

#### 古橋秀之著
- 『サムライ・レンズマン』（『第二段階レンズマン』と『レンズの子供たち』の間の話） ISBN 978-4199050923

#### 講談社・X文庫
- 劇場版アニメノベライズ
  - 『SF新世紀レンズマン』(上下) 吉川惣司 1984年 (上巻) ISBN 4061900013 (下巻) ISBN 4061900021
- テレビアニメノベライズ
  - 『レンズマン誕生』 辻真先／比留間さつき 1984年10月 ISBN 4061900056
  - 『バレリア星救出作戦』 吉川惣司 1984年11月 ISBN 4061900064
  - 『氷星の黒十字軍』 山崎晴哉 1985年1月 ISBN 4061900188
  - 『大銀河の危機』 馬嶋満 1985年2月 ISBN 4061900234
  - 『惑星トレンコの勝利』 辻真先／塚本裕美子 1985年5月 ISBN 4061900285

## 主な登場人物

### キニスン一族
キムボール・K・キニスン
地球人。通称キム。第二段階レンズマン。レンズマン養成校を首席で卒業。アリシア人の再訓練を受け、最初の第二段階レンズマンとなる。後に銀河調整官に就任する。『銀河パトロール隊』、『グレー・レンズマン』、『第二段階レンズマン』の主人公。デラメーターの早撃ちの名手。工作員として優秀なばかりでなく、自由な発想で様々な新兵器の開発を提案し、ボスコーンとの戦いを推進、勝利に導く。対ボスコニア戦争の象徴的存在であり、『レンズの子供たち』の時代には、単に「グレー・レンズマン」といえば彼のことを指す。
彼の言葉によれば、銀河パトロール隊の慣習として、困難な任務にはまず最適任と思われる人材を差し向け、彼（ら）に解決できない場合は、その時のレンズマン養成校の首席卒業者を派遣することになっている、という。新任のレンズマンであった彼が、ボスコーンの新動力を奪取する「ブリタニア号」作戦に抜擢されたのはこのためである。
クラリッサ・メイ・マクドゥガル
地球人。第二段階レンズマン。レーシーの下で看護師を務めていた。キムの恋人となり、後に結婚して妻となる。恋人時代は通称マック、結婚後はクリス。のちの日本における劇場／テレビアニメ版およびその派生作品上ではクリスと呼称される。史上初の女性レンズマンとなり、その赤毛から敬愛をこめて“レッド”・レンズマンと呼ばれる。
クリストファー（キット）・キニスン
キムとクリスの息子。第三段階レンズマン。クロヴィアの生まれだが、銀河調整官の息子として特別扱いされぬよう、地球のレンズマン養成校に入学し、首席で卒業した。その後すぐに独立レンズマンとなる。レンズの子供たちのリーダー役。アリシア人の後継者として育成された彼らは、両親や他の第二段階レンズマンたちをもはるかに凌ぐ能力を有し、事実上人類ではない。レンズの子供たちがその能力を最大限に発揮する必要がある時は、彼を中心として「ユニティ（統一体）」を形成する。
キャスリン（キャット）・キニスン
キムとクリスの長女。第三段階レンズマン。キャットとケイ、カムとコンはそれぞれ双子。彼女たちの能力はそれぞれ特徴があり、それぞれの得意分野で最大限の能力を発揮する（そうなるようにアリシア人が血統の操作を行なってきた）。キャットの能力の特徴はその包容力である。妹たちがそれぞれ性分に合った第二段階レンズマンをパートナーとしているため、「消去法により」父親をパートナーとする（父親を取り合って喧嘩になりかけた時、こう言って妹たちを納得させた）。
カレン（ケイ）・キニスン
キムとクリスの次女。第三段階レンズマン。能力の特徴は防御力。ほとんど不屈の意思を持ち、何者の強制も受けつけない（メンターにさえ反抗したことがある）。ナドレックをパートナーとする。
カミラ（カム）・キニスン
キムとクリスの三女。第三段階レンズマン。能力の特徴は探査・分析。トレゴンシーをパートナーとする。
コンスタンス（コン）・キニスン
キムとクリスの四女。第三段階レンズマン。能力の特徴は攻撃力。極めて強力な闘士だが、持続力は乏しい。ウォーゼルをパートナーとする。
ロデリック・“ロッド・ザ・ロック”・キニスン
地球人。キムの先祖、ファースト・レンズマンの親友。銀河パトロール隊初代空港長官。北アメリカの大統領に就任し、初のレンズマン国家元首となる。彼のレンズはサムズが受け取ったため、恐らく史上唯一の、メンターに「直接」会ったことのないレンズマンであると思われる。
ジャック・K・キニスン
ロデリックの息子。優秀なエージェントだが、やや短気でケンカっぱやいところがある。ジル（ヴァージル・サムスの娘）とは（アリシア人の心理操作の影響で）犬猿の仲。ただし戦友としてお互いを認め合ってはいる。アリシアに赴いた際は、アリシアに着陸せず、純粋エネルギー体のようなメンターと話し、レンズや腕輪は希薄な空中から出現して彼の腕にはまったという。当時としては最も「真実」に近い体験をしたレンズマンである。

### レンズマン達
ウォーゼル
ヴェランシア人。第二段階レンズマン。全長10メートル近い、有翼のドラゴン（外見的には東洋の龍に近い）状の生物。
トレゴンシー
リゲル人。第二段階レンズマン。高重力下で進化した、直立するドラム缶のごとき生物。四方放射状に伸びる触手を持ち、視覚はないが空間把握能力で全方向を同時に感知する。
ナドレック
パレイン系第7惑星人。第二段階レンズマン。極低温で進化したため、身体の一部（もしくは大半）を五次元的に拡張、別次元を介した代謝を行う冷血生物。
ヘインズ空港長官
地球人。レンズマン。キムの上司でよき理解者。銀河パトロール隊地球基地の最高責任者。戦略・戦術の達人。レーシー外科部長、ホーヘンドルフ校長とは旧友。
レーシー外科部長
地球人。レンズマン。クラリッサの上司。医者を困らせる患者が好きと公言する変わり者。医学の他、骨相学の権威でもある。彼によればキムとクリスは完璧な骨格を持っているとのこと。また彼は、「渦動破壊者」ニール・“ストーム”・クラウドについても「みごとな骨格だ、実にすばらしい」と賞賛している。
フリッツ・フォン・フォーヘンドルフ（ホーヘンドルフ）
地球人。レンズマン。レンズマン養成校校長。キムの恩師。
ジェロンド
ラデリックス基地の司令官。キムの評によれば、レンズマンとしての能力はさほど優秀ではなく、いささか権威主義的な傾向があるとのこと。
クリフォード・メートランド
地球人。レンズマン。レンズマン養成校ではキムと同じクラス。通称クリフ。後に銀河副調整官となる。
ラウール・ラフォルジュ
地球人。レンズマン。レンズマン養成校ではキムと同じクラス。後に空港長官となる。
ヴィーデル・ホルムバーグ
地球人。レンズマン。レンズマン養成校ではキムと同じクラス。殉職した。
ヴァージル・サムス（サムズ）
地球人。ファースト・レンズマン。銀河評議会初代議長。銀河パトロール隊創立の原動力となった。クラリッサの先祖。アリシアのメンターは彼と会見した際、クラリッサがスレール陥落の後にある店で衣料品を大量に買い込む様子を予言したが、サムズには確認できない事項なので言いかけて止め、代わりにサムズ自身に関する事項を予言した。
コンウェー・コスティガン
地球人。レンズマン。サムズの部下。腕利きの工作員。愛称は「スパッド（じゃがいも）」。本来は「三惑星連合軍」のヒーロー。
メースン・ノースロップ
地球人。レンズマン。サムズの部下。一流の技術者。大柄で力も強く、格闘も得意である。後にサムズの娘ジルと結婚する。つまり彼もクラリッサの先祖ということになる。
フレデリック・ロードブッシュ
地球人。レンズマン。トップクラスの科学者で、パトロール隊のために様々な機器を開発したが、慣性中立装置の完成にはバーゲンホルムの助言が必要だった。
ライマン・クリーブランド
地球人。レンズマン。ロードブッシュとともに様々な機器を開発。慣性中立装置の共同開発者。
ネルス・バーゲンホルム
地球人。レンズマンではないが天才科学者。慣性中立化装置“バーゲンホルム機関”の事実上の発明者。実質的に地球人ではなく、レンズマンたちに助言を与えるために、アリシア人（主にドロウンリ）によって操作されることがある。
ドロンヴィル
リゲル人最初のレンズマン。
以下は「ファースト・レンズマン」に登場する主だったレンズマンたち。カッコ内は出身地。
- アレクサンダー・クレートン（地球・北米）
- シュヴァイケルト（地球・ヨーロッパ）
- ノボス（火星）
- ダルナルテン（金星）
- ルラリオン（北極木星）

### 銀河パトロール隊員（非レンズマン）
ピーター・バン・バスカーク（ピーター・ヴァン・バスカーク）
オランダ系ヴァレリア人。通称バス。白兵戦の達人。キムの親友。ヴァンバスカーク／バンバスカーク／ヴァンブスキルクと表記されることもある。彼がレンズマン候補生から脱落したのは、生まれつき高等数学をこなす能力が不足していたためであり、その他の能力についてはレンズマンに匹敵する。ブリタニア号作戦以降、幾つかの作戦で行動を共にするが、キムと再会のたびに親しみを込めた悪態をつく。ヘインズの入れ知恵ではあるが、グレー・レンズマンに作戦行動中の（依頼ではなく）指示を下したのは、レンズマンを含めてもバスカークのみである。
ヘンリー・ヘンダースン
地球人。主席パイロット。ブリタニア号、ドーントレス号のパイロットを務める。後にイロナ・ポッターと結婚し、息子のヘンリー・ジュニアもまた主席パイロットとなる。通称ハンク。
ラヴェルヌ・ソーンダイク
地球人。天才技術者。「およそ建造可能なもので彼に建造できないものはなく、建造不可能なものなら同程度に効果のある別のものを建造できる」と言われる。部下からはソーニー、キムらからはベルヌと呼ばれる。アラーダイスの「不正」をただ一人見破った。
アラーダイス
地球人。ブリタニア号の主計長。イカサマくじが得意で、それがブリタニア号作戦を成功に導くカギとなった。
オースティン・カーディンジ卿
地球人。偏屈で傲岸だが銀河文明でもトップクラスの数学と物理学の天才。その天才ぶりは、数学と物理学に関してだけはメンターと対等に議論できるほど。
ネダイン・アーンリー
地球人。旧姓ホステッター。結婚する前は地球の最高基地に勤務しており、ヘインズの命令でキムに協力し、科学者評議会を構成するべく、銀河最高の頭脳の持ち主たちの選抜にあたった。
後にスレールの資料室長となり、銀河調整官となったキムの依頼で、部下たちと共にスレールの膨大な資料の中から惑星カロニアについての資料を検索・収集する。キムは息子とカロニアの調査を5日以内に完了させるという賭けをし、彼女たちの助力で見事勝利した。しかし、彼女たちの力をもってしても、ボスコニアの真の上層部への手がかりをつかむことはできなかった。
ニール・“ストーム”・クラウド
地球人。『渦動破壊者』の主人公。『第二段階レンズマン』と『レンズの子供たち』の中間の時期に世間を騒がせていた新たな脅威「野放し原子渦動」のために妻子を失うが、ふとした事からこれを消滅させる手段を考案し、「渦動破壊者」の名で呼ばれるようになった。
通常の手段では全く予測不可能な原子渦動の変動を予測し、エネルギーを相殺するために必要なディオデック爆薬の数量と使用の正確なタイミングを瞬間的に計算するという、いかなる電子頭脳をも凌ぐ超高速演算能力を持つ。後に彼が史上初の「第六型思考者」であることが明らかになる。

### それ以外のヒューマノイド
ヘレン
ライレーン人の長老。ヘレンはトロイのヘレンにちなんでキムがつけた名前（他にも色々なあだ名で呼んでいる）。後に正式に改名したとのこと。
ライレーン人は閉鎖的な女系支配の種族で、他星人全般、特に男性を人間扱いせず口もきかないほどであったが、ヘレンは例外。
イロナ
アルデバラン出身だがロナバールへ移住。姓がないため、父親の職業（ポッター：陶工）からキムによりイロナ・ポッターと命名される。アクロバット・ダンスの名手。ボスコーンの下級の工作員だったがキムによって赦免され、後にヘンダースンと結婚する。
ヴァージリア（ジル）・サムズ
ヴァージル・サムズの娘。彼女もアリシアに派遣されたが、レンズマンにはなれなかった。パトロール隊員ではないが、彼らに協力して工作員として働いていた。読唇術ならぬ読筋術（全身の筋肉の微妙な動きや緊張から相手の思考を類推する技術）の達人。
ジョーン・ジャノウィック
銀河系高等研究所意味論研究室室長。山ほど博士号を持つ上に、自己開発でテレパシーと知覚力まで身につけ、その上チェスの元チャンピオンで、しかも美女。クラウドの（公私ともに）よきパートナーとなる。
スラスキン
チクラドリア人。宇宙パイロット。新婚旅行中に難破して救命ボートで脱出するが、銀河文明のオーバーテクノロジーに目をつけたダルジーブに襲われる。そこをクラウドに助けられ、恩を返すべく渦動破壊者号（および渦動破壊者二世号）のパイロットに強引に居座る。
マルレーム
チクラドリア人。スラスキンの新婚の妻。夫にどこまでも従うべく、調理士の肩書き（だけ）で渦動破壊者号に居座る。地球人の目から見ても美女な上に、しかもその正装は面積41平方インチ（マイクロビキニ以下の面積）で、擦り寄られて哀願されたクラウドは断るどころではなかった。
ヴェスタ
ヴェギア人。本名「ヴェズプトゥクン（以下略、地球人には発音不能）」。人生勉強の一環として宇宙旅行中、スラスキンたちと共に遭難。クラウドに救出され、これも勉強と通訳として居すわる。猫型ヒューマノイドの女性だが、いわゆるネコ耳娘ではなく、二足直立した猫に近い姿。
トミー
トミンガ人。本名「小川のしっとりした岸のほとりで恥ずかしげに佇む春の小さな花」。原子力技術者。機関員として居坐る。「ディーゼルトラック並みの体格で、真っ黒な極太の葉巻さえふかしていなければ」一応美女。
フェアチャイルド
放射線学者。地球製薬会社（TPI）の惑星デカ工場の顧問。実験室でトレンコの広葉植物を育て、シオナイト密造を企む。さらに、邪魔者を「事故死」させるため、野放し原子渦動を人為的に引き起こす。ボスコーンとの関連は不明。

### それ以外の非ヒューマノイド
第十二ピリニプシ
パレイン人。主任デクシトロボーパー。サムズがレンズを使い、人類史上初めて言葉を交わすことに成功したパレイン人。しかし、言葉は通じても話は通じず、サムズはデクシトロボーパーとは何をどうする職業なのかわからず、ピリニプシの方は銀河パトロール隊の何がどう素晴らしいのかわからなかった。
タリック
パレイン人。パレイン人から見ればかなり異常な存在らしいが、その分地球人に近い。“ウェベゴーン（翻訳不能）”な態度をとった挙句、アリシア行きを承諾。
ネラド艦長
ネヴィア人。ファースト・レンズマン時代の行政官。優秀だが、レンズマンとなれるほどの素質はなかった。本来は『三惑星連合軍』における敵方のリーダー。
ダルジーブ
ナハル人。発展途上惑星ナハルの独裁者。象に似た巨体の背から頑丈な頭と四本の太い腕を生やしたような、知的生物とは思えぬ異様で屈強な外見。真空中でもかなり長い間平気。
ルーダ
ディル人。ナハルの隣星で、同様の発展途上惑星ディルの女戦争大臣。ダルジーブに拉致される。ナハルとディルの基準ではかなりの美女だが、地球人から見るとダルジーブ同様の宇宙怪獣で、助けに来たクラウドはどっちが悪党だかわからなかった。
ナディーヌ
マナルカ人。本名なし（マナルカ人はテレパシーで個人を識別するので、名前がいらない）。女医。恩を返さずば生きていられないと言い張り、船医として渦動破壊者号に居坐る。マナルカ人は男も女も地球人には「包帯を巻いた棒杭」にしか見えないので、美女かどうかは不明。

### キムが使った偽名およびその人物
スター・A・スタージャーヌヴォン潜入にあたり、失敗した際に敵に与える偽情報として、キムとウォーゼルが考案した架空のレンズマン指導者。その後、ボスコーン側に広く伝わり、「超強力な一個人が、表に姿を見せないまま全権を振るっている」という構図がボスコーン的には極めて自然なものだったため、最後の最後まで全てのボスコーンが（エッドア人までもが）スター・A・スターの実在を信じていた。
チェスター・Q・フォーダイスキムの偽名。ただし「本物」が存在するらしい。宇宙の有閑紳士。ひげを生やしている。ラデリックスで使用。
ウィリアム・“ワイルド・ビル”・ウィリアムスキムの偽名。ユーフロジーヌ及びトレッシリアの潜入捜査の際に使用。
ユーフロジーヌ潜入の当初は「荒くれながら腕は確かで、酒と麻薬ベントラムが大好きな隕石鉱夫」という設定であったが、バーゲンホルムが故障して立ち往生した遭難船を救助した際、船長から感謝と尊敬を受けるも、要らぬ注目を浴びることを避けるためにキムの機転でその場でベントラムを大量服用して白痴的醜態を晒し、「元は優秀な技術者であり紳士だったが、酒とベントラムで身を持ち崩し、隕石鉱夫になった」という設定に微妙に書き換えられた。この機転により、きっかけさえあれば再度紳士に戻るだろうというキャラクターと、鉱夫として優秀でいつか価値の高い鉱石を発見してもおかしくないであろう理由が裏書きされることになり、キムはそれらを利用して、一山当てて堅気に戻ったワイルド・ビル・ウィリアムスとしてトレッシリアに潜入した。キムが二度同じ偽名を利用したのはこの名前のみである。
キムはこの役を演じるため、演技ではなく実際にベントラム中毒者となった。陽気で歌が好きだが下手。
モーガンキムの偽名。卒業したばかりの新任のレンズマンで心理学者であり、"スター・A・スター"から最初の任務としてジャーヌヴォンへの潜入調査を命じられた、という設定。失敗した場合に敵に情報を渡さないため、モーガンとなっている間、ウォーゼルの暗示によってキムの記憶は封印されていた。
カーティフキムの偽名、宝石故買業者。ロナバール潜入のために使用。キムは怪しまれないためにまず堅気の宝石商をよそおって登場し、それから徐々に馬脚をあらわして宇宙を逃走しながら故買屋家業を続け、そしてついに縄張り荒らしというかたちでロナバールへと乗り込んで地元のボスメンジョ・ブリーコと自ら対決し、その裏でブリーコの精神からボスコーンの情報を得ようとした。
トラスカ・ガネルキムの偽名。キムは第二銀河系（ランドマーク星雲）のボスコニアの軍事的本拠地であるスレール（スラール）潜入の際に、ボスコニアの軍人ガネル少尉と入れ替わって出世を重ね、遂にスレールの独裁者に登りつめた（本物のガネルの消息は不明）。潜入に際し、パトロール隊の工作員は考えられる限りのガネルの記録を修正したが、物理的限界によりガネルの学校卒業以降の記録までしかさかのぼることができなかった。しかしこの潜入がアリシアとエッドア（エッドール）による無限の歳月の決着に向けて高度に重要であることを知っていたアリシア人の介入により、ガネルの全ての記録は完全にキムのものと差し替えられた。
サイブリー（シブリー）・ホワイトキムの偽名。小説家。実際にスペースオペラを書き、『水星人カドゴップとシンシア』のシリーズは後に傑作と認められたらしい。やや太り気味で、度の強い眼鏡をかけている。ラデリックスの擾乱の原因を追求する際に使用。
ブラッドロー・サイロンキムの偽名。個人用の強力な戦艦（実はドーントレス号）を持つズウィルニク（麻薬業者のこと。ただし、この呼び名は彼らの間ではタブーとなっている）。カロニアのブラック・レンズマン捕獲の際に使用。キムは例によって新人海賊として登場し、「悪行の限りを尽くした」挙句にカロニアへと逃走、ブラック・レンズマン立会いの下でカロニア当局と交渉するというかたちでブラック・レンズマンと接触した。

### アリシア人
導師（メンター）
レンズマンたちの指導者。「メンター」は英語で「賢明で有能な相談役」を意味する呼称。
造成者（モールダー）
ドロウンリ、ブロレンティーン、ネダニラー、クリーディガンの4人。地球は主にドロウンリの担当。彼らの融合体がメンター。
ユーコニドール
若き監視者。
エンフィリスター
エッドア人と最初に接触した若き学究。

### ボスコーン（ボスコニア）陣営
ヘルマス
カロニア人。第一銀河系のボスコーンの海賊組織を統括していた。
ギルダースリーブ
ヴァレリア人。襲った船は皆殺しにして跡形もなく爆破する、勇猛というより凶暴な海賊。だが、ヘルマスがアリシア調査を命じた時、それほどの凶賊でさえ子供のように怯えて拒否した。
ブレークスリー
地球人。ボイッシア基地の通信員。本心ではボスコーンを嫌悪し、組織から足抜けしたいと思っていた。キムにコントロールされて基地の壊滅にひと役買った。
デッサ・デスプレーンズ
ボスコーン麻薬組織の下級工作員。相当な美女であり、候補生時代のキムを誘惑し、任務を妨害しようとするが失敗。それ以来キムは女性がやや苦手になったほど。任務でキムと再会するが、彼に情報を与えないために、義歯に仕込んだ薬品で記憶を抹消する。結局記憶は回復せず、やむなくキムは彼女に日常生活に不都合がない程度の偽の記憶を上書きせざるを得なかった。
ストロングハート
小惑星ユーフロジーヌの闇酒場「マイナーズ・レスト（鉱夫休息所）」の経営者。麻薬組織の下級幹部。
ジャルト
カロニア人。ヘルマスの死後、第一銀河系の軍事・麻薬両面の統括を引き継いだ。
プレリン
名前のみ。カロニア人。麻薬組織の上級幹部。表の顔は惑星ブロンセカの堅気の貿易業者、ハワード・ウェンブルスン。オフィスビル（に偽装した要塞）に篭城しつつ麻薬取引を監督していた。
クラウニンシールド
カロニア人。麻薬組織の中堅幹部。表の顔は惑星トレッシリアの高級クラブ「クラウン・オン・シールド」の経営者。
デルゴン上帝族（オーバーロード）
ヴェランシア人の宿敵。後にアイヒ族と出会い、ボスコーンに協力するようになる。
アイヒラン
アイヒ族。ボスコーン評議会の主席。自らアリシア破壊を試みるが、ユーコニドールによって返り討ちにされる。
アイヒミル
アイヒ族。ボスコーン評議会の次席。アイヒランの死後主席に昇格するが、アイヒランの最期から何も学ばず、改心しなかった。
アイヒアンプ
アイヒ族。ボスコーン評議会の第八席。心理学者。アイヒランにアリシア攻撃を進言し、同行して共に命を落とす。
メンジョ・ブリーコ
惑星ロナバールの独裁者。実はボスコーンの中級幹部だが、機密保持のために上位者に必要なときだけコントロールされては記憶を消される身で、本人にはまったく自覚がなかった。
カンドロン
オンロー族。アルコンの閣僚。優秀な心理学者で謀略担当。スレール及びオンロー陥落後は上位の組織と連絡をとり、銀河文明に対する数々のテロ攻撃と、第二段階レンズマン（特にナドレック）の抹殺に血道を上げていた。
アルコン
惑星スレールの独裁者。実体はフォステンの傀儡。
トラスカ・ガネル
スレール人。近衛師団の少尉。キムが潜入のためにすり替わった（ガネル本人の消息は不明）。
フォステン
惑星スレールの総理大臣。
ラニオン
キムがガネルとして登用したスレール人閣僚たちの筆頭。後に政治的に転向、スレール帝国の「銀河文明化」に貢献。
メラスニコフ
カロニア人。エッドア人が独自に開発したレンズを与えられた「ブラック・レンズマン」。しかし、ブラック・レンズマンは能力より人格に問題があって成長が阻害され、銀河文明の脅威とはなりえなかった。
クレオニー
ライレーン人。ヘレンの血族のひとり。後にブラック・レンズマンとなる。
メンドナイ
カロニア人。カロニア正規軍の第一司令官。カロニアに乗り込んだキニスンと対峙し、メラスニコフを紹介する。
プルーア人
エッドア人の下でボスコニア帝国の最上層を担う。母星である恒星ロンティエフが極端な変光星のため、プルーア人は四季によって変態する。標準的十段階分類表記に従えば、春期はTUUVWYXXWT、夏期はRTSLQP、秋期はVWZYTXSYZY、冬期はZZZZZZZZZZである。なお、春夏秋冬どの姿をとっても地球人には似ても似つかないが、その精神は地球人から見て好ましいとはいえないという点では一貫している。
クロンジェネス
エッドア人。エッドアの物理学者。
主上陛下（アルティメット・シュープレマシー）
エッドア人。絶対的至高者（オール・ハイエスト）とも。エッドアの最高権力者にして最強の存在であり、彼と側近サークルの融合体にはアリシア人でさえ歯が立たなかった。
ガーレーン
エッドア人。エッドアの次席。グレー・ロージャーの本体。他にも暴君ネロやヒトラーなど様々な仮の姿で地球の文明に干渉して来た。ボスコニアで最初にアリシア人の計画の一端に気づくが、既に手遅れとなった後であった。
グレー・ロージャー
謎の宇宙海賊。ステルス機能や無人艦隊まで完備した超重武装の移動小惑星を建造し、三惑星連合軍を脅かした。ネヴィア人の介入と三惑星連合軍の新兵器に敗れる。不老不死との噂あり。
モーガン
地球人。ファースト・レンズマンの時代のボスコーンの地球方面責任者。国民党の大物で北アメリカ上院議員。
ジェームズ・"ビッグ・ジム"・タウン
地球人。暗黒街のボス。モーガンの下で軍事組織を統括していた。
アーチボルト・アイザークスン
恒星間スペースウェーの経営者。モーガンの下で麻薬取引を監督していた。
ウィザースプーン
地球人。名前のみ。国民党推薦の北アメリカ大統領。モーガンの部下で政治取引を監督していた。典型的な腐敗政治家。再選をかけた選挙でロッド・キニスンに雪崩的大敗を喫する。
マーガトロイド
名前のみ。タウンの部下でボスコーンの艦隊司令。当時は単なる宇宙海賊と考えられていた。
ハーキマー・ハーキマー3世
モーガンの腹心で筆頭秘書。プレイボーイの皮を被ったシリアルキラー。
ウィロビー船長
貨物船ヴァージン・クィーンの船長。嵐の惑星トレンコに上陸班を下ろし、トレンコの広葉植物を採取させる役。ボスコニア人の常として、部下には厳しいが、上級者あるいはそうなる素質を持つ者には卑屈である。
トウォーン
プロキオン人。上陸班のリーダー格。殺人犯で死刑囚で脱獄犯の極悪人だが、度胸はある筋金入りの男。
クランシー
惑星エリダンの鉱山支配人。トレンコの広葉植物を、鉱石精錬所に偽装した麻薬工場で宇宙最凶の麻薬シオナイトに加工、地球のアイザークスンに発送する役。
オスメン
金星人の大物実業家。アイザークスンの配下からシオナイトを受け取り、売人たちに流す役。
ファーナルド
カロニア人。モーガンの上司。なぜかプルーアの事まで知っていた。
スクルワン
名前のみ。アイヒ族。当時のボスコーン評議会の第一席。
コランダー
ペトリン人。ボスコーン艦隊の指揮官の一人で、階級は中将。後に惑星ペトリンを挙げてサムズに降る。ペトリン人で最初のレンズマンとなる。
オーランサー
ペトリン人。ボスコーン艦隊の指揮官の一人で、階級は中将。典型的な頭の固い軍人で、最初は降伏をがえんじなかったが、コランダーらに説得されてサムズに降る。

## 登場する主な惑星
アリシア
アリシア人の故郷。惑星全体に思念障壁を張り巡らせ、招かれざるものは接近すら叶わない。レンズマンとなるものが（通常は）生涯に一度だけ訪問を許される。訪問した者によって知覚するイメージが異なる。
アルザカン / アラスカン
名前のみ。煙草の産地として有名。
アルデバラン
第1惑星にはボスコーンの前進基地が存在し、車輪人間が常駐していた。第2惑星の住人は地球人とほぼ同じ。イロナの出身星。
アンティガン
名前のみ。この星系にあったボスコーンの前進基地がスター・A・スターによって壊滅したとアルコンの閣議では報告された（実際にはナドレックの戦果だった）。後にカンドロンの工作で大混乱が生じる惑星のひとつ。
ヴァレリア
重力が地球の3倍に相当する。住人は地球人（オランダ人）の移民の子孫だが、環境に適応して筋力が非常に発達している。
ヴェギア
恒星ヴェガの惑星。猫に似たヒューマノイドであるヴェギア人の出身星。
ヴェランシア
ヴェラン系第3惑星。デルゴンの隣星。ウォーゼルの出身星。
エッドール / エッドア
腐食性の大気と有毒の液体系を有する。本来は別の宇宙の惑星で、エッドア人が宇宙船代わりとしてこの宇宙へ移動してきた。
エリダン
ボスコーンのダミー企業『恒星間スペースウェー』が「地殻から地軸まで所有している」鉱山惑星。地上の鉱石精錬所はシオナイト精製プラントを兼ねている。名の由来はエリダヌス座のフランス語読み「エリダン座」から。
オンロー
スラリア系第9惑星。カンドロンの出身星。「当時宇宙で最も強固に防衛され」事実上惑星全体が要塞化されていた。
カヴェンダ
ザブリスカ星系の惑星。地球人に近い原住民族がいるが文化程度は低く、ボスコーンが中継基地として利用していた。
カロニア
ヘルマスらの出身星。住人は青い肌が特徴。徹底した男尊女卑社会で、「女性の唯一の機能は男性の生産」とまで言われる。
グラントリア
名前のみ。ボスコーンの基地があったが、壊滅。カンドロンたちは「例の」レンズマンの仕業と断じたが、キムはおろかナドレックも関与していないことだった。
クレヴェニア
名前のみ。パトロール隊の公式飲料フェイアリンの原産地。
ザブリスカ
車輪型生物フォンテマの生息地。「ザブリスカのフォンテマなみ」といえば「低能」「馬鹿」を意味する慣用句。メースン・ノースロップらが、ボスコーンの通信線の追跡作戦である「ザブリスカ作戦」の途上で発見し、その作戦名にちなんで命名した。なおこの時、メースとジャックはそれぞれ恋人にちなんで「バージリア」「ディンプル」（旧訳版では長らく「えくぼ」と誤訳されていた）と命名しようとしたが、お互いに阻止された。
ジャーヌヴォン
アイヒ族によるボスコーン評議会の所在地。強固に防衛されていた。
シングヴォルス
名前のみ。アンティガン同様、基地の壊滅がアルコンの閣議に報告された。これもナドレックの戦果である。
スレール
スラリア系第2惑星。スレール帝国の帝都でアルコンの出身星。
セントラリア
名前のみ。麻薬ニトロラーブの原産地。その名の通り銀河系の中心部に存在する。銀河系内を航行する際は基準点のひとつとなる。
チクラドリア
銀河系中心部にある。チクラドリア人は毛髪から肌、歯にいたるまで三角形でピンク色をしているのが特徴。またその思考は銀河に類例が無く、レンズマンでも同調には苦労する。
地球 / テルス
ソル系第3惑星。銀河パトロール隊発祥の地であり、クロヴィアに「超最高基地」が建設され、キムボール・キニスンが銀河調整官に就任するまでは銀河系文明の中心であった。
ディル
未知の恒星系の第二惑星。銀河文明に知られることもないまま、第三惑星のナハルと慢性的な紛争下にあった。
デカ
デカノア系第3惑星。地球製薬会社 (TPI) の工場がある。原住生物はクモに似た姿をしている。
デルゴン
ヴェラン系第2惑星。ヴェランシアの隣星。デルゴン人の出身星。デルゴン人は上帝族と奴隷種族に二分化されている。知覚力を持った肉食性の半植物（キャトラットなど）が生い茂るジャングルがある。
トミンガ
トミンガ系の惑星。かなり高温多湿。トミンガ人は女性でさえ地球人の男性より二回り大きく屈強な体格で、「トンガヌア」という独自の武術を持っている。
トレッシリア
クラウニンシールドの経営する高級クラブ「クラウン・オン・シールド」がある。
トレンコ
麻薬シオナイトの原料の産地。大気は有毒の腐食性、しかも猛烈な嵐が常に吹き荒れ、凪の状態でさえ屈強な男が立つのがやっと。その嵐と雷の影響で空間が歪んでいて、視覚や通常通信が全く役に立たない。現住動物ばかりか植物までもが凶暴な肉食性。
ナハル
未知の恒星系の第三惑星。第二惑星のディルと似た惑星であり、宇宙怪獣じみた住民の姿もよく似ている。技術レベルはまだまだで、ディルとナハル全軍より、渦動破壊者号一隻の方が強かった（スミスのデビュー作「宇宙のスカイラーク」と同じパターン）。
ネヴィア
表面のほとんどを海に覆われた海洋惑星。ネヴィア人の出身星。鉄が非常に乏しい。ネヴィア人は比較的表層に近い層に住むものと、深海に住むものに二分化され、慢性的な戦争状態にある。
パレイン系第7惑星
温血生物が居住できないほど非常に寒冷で、大気は有毒。ナドレックの出身星。なおパレイン人たちは「白人が北アメリカに入植する前から」冥王星に入植していたという。
プルーア
ロンティエフ星系唯一の惑星。プルーア人の出身星。星系そのものが要塞化されていた。
ブロンセカ
首都コミノチェにはプレリンの経営するダミー企業「ウェンブルスン父子商会」がある。本社ビルは要塞化されており、ビジネス街のど真ん中でパトロール隊と砲爆撃戦が行なわれた。
ボイッシア系第2惑星
地球人の要員で構成されたボスコーンの基地があった。
ボロバ / ボロヴァ
名前のみ。希少な宝石ファイアストーンの産地。原住生物のひとつである粘膜トカゲ（スライム・リザード）は嫌悪の対象。
マナルカ
最高級の織物グラモレットや希少な宝石スタードロップの産地。住人は異様なほどの細身を隙間なく布を巻いて覆い、言葉を話せずテレパシーと手話で意思の疎通を行なう。
メドン
ランドマーク星雲でボスコーンに抵抗を続けていた惑星。キムの勧めに従ってアルファ・ケンタウリへ惑星ごと移住した。動力系の工学と医学が非常に発達している。
ユーフロジーヌ
ボロヴァ星系の小惑星。悪名高い隕石鉱夫の休息所「鉱夫の休息（マイナーズ・レスト）」がある。名称はギリシャ神話の女神エウプロシュネから。
ライレーン系第2惑星
絶対的女系独裁制の惑星。ヘレンの出身星。“レッド”レンズマンの最初の任地。
ライレーン系第8惑星
ジャーヌヴォン壊滅後、アイヒ族の根拠地となった。
ライレーン系第9惑星
ブラック・レンズマンの養成に利用された。
ラデリックス
パトロール隊の主要な基地のひとつが存在する。獰猛な飛行猛獣“猫鷲（オグロン）”の生息地。
リゲル系第4惑星
トレゴンシーの出身星。住人は視覚と聴覚を持たないため、全ての色彩と騒音が野放しになっており、普通の地球人では精神的に耐えられない。
ロナバール
希少な宝石の産地。独裁者メンジョ・ブリーコはボスコーンの幹部で、ライレーン系第8惑星のアイヒ族などと連絡を取っていたが、これがボスコーン評議会より上位の組織がパトロール隊に発覚する原因となった。
ワイノール
名前のみ。ボスコーン基地があったが、グラントリア同様謎の壊滅を遂げる。内部の陰謀か、単なる事故かはナドレックにもわからなかった。

## 用語
圧迫ビーム
牽引ビームとは逆に、投射された対象物を圧迫する（押し出す）作用を及ぼす光線。
宇宙斧
スペースアックス。銀河パトロール隊の白兵隊が愛用する武器。ヴァレリア人にとっては制服の一部も同然である。斧、棍棒、槌矛などの良いところを一つにまとめた、と形容される。
宇宙服
現代の宇宙服とは異なり、小型のバーゲンホルムと推進器を装備しており、惑星間航行・大気圏突入突破・大気圏内飛行が可能。また防弾・防ビーム構造。後にさらに重装甲・重武装で、内蔵動力で自立歩行するパワードスーツやアーマードトルーパーに近いものも登場。
エーテル / サブエーテル
空間あるいは亜空間を満たし、電磁波や重力波、思考波などの媒質となっている物質。
カーディンジ限界
恒星中心から超空間チューブの出口が開口できる限界の距離。太陽（ソル）の場合は約1.3天文単位で、地球と火星の公転軌道の中間付近。オースティン・カーディンジ卿が理論解を導いたためこう呼ばれる。
機関銃
据え付け式の重機関銃。現代のものと構造的にほとんど変わらないが、殺傷力は桁違いに向上しており、ビーム兵器が通用しない宇宙服をも破壊できる。
QX
「了解」「OK」を意味する慣用句。銀河パトロール隊の慣用表現から広まった。
Q砲
近接した宇宙船の間にQ型（正式型番Q47SM9）の螺旋状エネルギーチューブをはり渡し、それを砲身として特殊砲弾（推薬はヘプタデトナイト、爆薬は20メートルトン（注：原作表記）のデュオデック）を打ち込む兵器。宇宙船同士の防御シールドが接するほどの近距離（船間が10km程度）でないと使用できず、バックファイヤで自船が破壊される危険もある。
グラモレット
非常に美しく高価な織物。惑星マナルカの特産。マナルカ人はこれで織られた衣装で全身を包み、外にはほとんど眼しか出さない。
クリア・エーテル
「清澄な宇宙空間を（祈念する）」という意味の別れの挨拶。現代語では「グッド・ラック」に近いニュアンスの慣用句。銀河パトロール隊の用語から広まった。
クレジット
銀河パトロール隊が発行する通貨。銀河文明の全ての惑星で通用する。信用単位と訳されることもある。より小額の単位としてミロがあり、1,000ミロで1クレジット。
クロノ（神）
宇宙神。作中の慣用句としてよく登場する架空(?)の神格。様々な惑星・種族の様々な神格を合成して造られたもので、ヴァレリアのノシャブケミングも習合されている。「聖なるクロノ神のイリジウムの内臓にかけて!」のように用いられる。
牽引ビーム
トラクタービームともいわれる。投射された対象物を引きつける（引っ張る）作用を及ぼす光線。
固有速度
無慣性航行に移行する直前に船や物体が持っていた慣性ベクトル。有慣性状態に復帰した瞬間に回復する。この時の移動の方向や速度によっては大事故につながる場合があり、注意が必要。
殺人思考ビーム発生器
正式な名称は不明。生物の思考活動の根幹となる、ある巨大化合物を破壊する振動を放射し、その生物を即死させる。ウォーゼルがキムの護身用として考案し、ソーンダイクが製作した。装置自体は非常に小さく、レンズマンの腕輪、あるいは大粒の模造真珠に仕込むこともできる程度の大きさしかない。思考波によって操作される。極小の動力で致命的な効果を得ることができるが、思考波スクリーンによって防御することが可能という欠点を持つ。そのため、この装置が実際に使用され、効果を上げたことが確認できるのはロナバールのメンジョ・ブリーコ打倒時のみ。
シオナイト
惑星トレンコ産の植物から精製される超強力な麻薬。赤紫色の結晶で、鼻から吸引する。温血の酸素呼吸生物に対し、圧倒的な多幸感、全能感を与えるが、毒性と習慣性が極めて高く、良識ある人々からは蛇蠍のごとく忌み嫌われている。宇宙で最も悪質な麻薬とされている。製造販売はもちろん、トレンコの植物を採取しようとしただけで死刑となる重罪である。
思考波
精神活動を行う生物が必ず放射する波動。
思考波スクリーン
思考波の外部放射／内部浸透を防ぐ力場。銀河文明に対しては、ヴェランシアで開発され、キムが改良したものがもたらされた。
自由航行 / フリーフライト
無慣性航行中の状態を示す言葉。この状態にある物体は、周囲の媒質の抵抗が許す限りの最大限の速度まで加速させる事が可能となる。
ズウィルニク（麻薬業者）
狭義ではベントラム、ハディヴ、ニトロラーブ、ヘロイン、シオナイトなどの非合法な麻薬を売りさばく密売業者のこと。実際はもっと広義に「最悪の犯罪者」「人間のクズ」のような意味合いで用いられることが多い。銀河パトロール隊創設時、シオナイトの産地と流通経路を突き止め、撲滅するべく行なわれた作戦行動の秘匿名称が語源。
スタードロップ
惑星マナルカで産出する、宇宙でも屈指の豪奢で希少な青い宝石。
セミ・ポータブル / 可搬式ビーム砲
重機関銃のように架台に据えて使用するビーム砲。大変重たくかさばる武器だが、数人がかり（もしくはヴァレリア人などの怪力種族）ならば運搬することが可能なため「可搬式」と呼ばれる。
太陽ビーム
恒星の周囲の宇宙空間を巨大な真空管に見立て、恒星の膨大な輻射エネルギーをビームとして一方向に収束放射する超巨大兵器で、大艦隊を一薙ぎで殲滅するほどの破壊力を持つ。かさばって扱いにくいのが大きな欠点で、攻撃には向かず、拠点防衛用に使用される。プルーア人はこれを拡大改良し、遠方の恒星、あるいは新星から放射する兵器のアイデアを考案・検討していた。
タンク
正確には航法タンク。宙域の三次元的な状況をリアルタイムで表示する投影装置。ただし有慣性状態の時は現在位置の再計算は行なわれない（無慣性状態の時と比較して、移動距離が無視できるほど小さいため）。
超空間チューブ
任意の2点間を極短時間で結ぶ超時空間的なトンネル。開口部はどこにでも作れるわけではなく、恒星などの巨大質量からの距離的な制限（カーディンジ限界）が存在する。チューブ内は一種の擬似空間で、チューブ内外は境界面で断絶しており、開口部以外ではあらゆる電磁波などが遮断され、外部との連絡・索敵は不可能。一方、外部からはチューブ出口の出現を事前に探知できるため、出現以前に包囲して待ち伏せることは一応可能。
超原子爆弾
または「完全解放」爆弾。物質をエネルギーに完全転換する爆弾で、その破壊力は言語を絶し、通常の核兵器でさえ月とスッポンならぬ、月とかじき座S（劇中では、宇宙で一番明るく大きい星）程の差がある。
ディオデック / デュオデック
デュオデカプリラトメートの略称。含窒素の巨大分子。発火後1マイクロ秒以内に絶対温度4000度に達するという爆発性の化合物（架空の物質）。その破壊力は核兵器に近いが放射能は出さず、扱いやすい。
鉄槌 / 空飛ぶ鉄槌
銀河パトロール艦隊の主要攻撃艦の一種。モーラー（打撃艦）。武装は最高レベルだが非常に低速。単独で運用されることはなく、他の高速艦と併用される。後に、さらに巨大で強力な「スーパー・モーラー」が開発された。
デュレウム
超重物質。位相の異なる通常空間と超空間チューブ内部の疑似空間の両方に存在できるように巨大な質量と慣性を持つようにエネルギー飽和された合成物質。いかなる通常物質よりも強固。
デラメーター（銃）
熱線銃の一種。これまでに開発された携帯兵器のうちでは最強の威力を誇る。「デラメーター」は開発者の名前を取ってつけられたと思われる呼称である。ボスコーン陣営にもほぼ同様の熱線銃が存在する。なお『ファースト・レンズマン』の時代の携帯型熱線銃は同じく開発者の名前を取って「リューイストン（型）」と呼ばれていた。いずれもピストルに似た形状で、腰や脇に吊るしたホルスターに収めて携帯する。なお、アルデバランの紳士が常用する丸首型の上衣は、デラメーターの隠し場所としては最上である、との事。
ネット
宇宙船などに設置される、無慣性状態におかれた間に生じた固有速度のずれを補正するために使用される設備。衝撃を和らげるためにスプリング、クッション、水銀などおよそ考えうる限りの緩衝装置が備えられている。この中に人間などの物体を入れて有慣性状態に移行すると、固有速度のずれている物体は、復活した慣性によって壁面に激しく押しつけられて停止する（周囲の固有速度に同調する）。その様子は「象の一団が音も無く暴れまわっている」ようだと形容される。固有速度の差が大きく、ネットや対象物が衝撃に耐えられない場合は使用されず、宇宙船や宇宙服の推進器を使用しての固有速度の同調が行なわれる。
ノシャブケミング（神）
ヴァレリア人の間で信仰される神格。ヴァンバスカークはヘルメット内に小さな黄金像を安置している。ボスコーンに所属するヴァレリア人でさえ、ノシャブケミング神を信仰している。
野放し原子渦動
原子炉の中の「太陽の中心物質の塊にも似た強烈なエネルギー」が暴走、原子炉を破壊してさらに燃え広がる現象。いわゆる核分裂反応、核融合反応とは異なり自然消滅することがなく、放置しておけば惑星を丸ごと焼き尽くしても止まらない。イメージ的には油田火災に近く、「消火」するには小型のデュオデックを適切な数と配置とタイミングで起爆させて渦動を破壊するしかないが、それらの算出には人知を超える超高速演算能力が必要である。
バーゲンホルム駆動（無慣性航行）
フレデリック・ロードブッシュ、ライマン・クリーブランドの二人のレンズマン科学者が開発し、ネルス・バーゲンホルムが完成させた超光速航法。慣性中立化装置（通称「バーゲンホルム」）の作用で、慣性（と質量）をゼロにすることで、相対性理論を超えた超光速航行を可能にする。
標準的十段階分類表記
さまざまな異星人種族を簡易的に分類する方法。地球人はAAAAAAAAAA（「ストレートA」とも言う）、パレイン人はZZZZZZZZZZとされる。
フィリップス式組織再生術
欠落した肉体組織を再生する（文字通り「再び生やす」）画期的な医療技術。ポセニア人の科学者（地球での通称はフィリップス）が開発した。『グレー・レンズマン』では実際に手足が「生えて」くるが、他の作品では身体部位の複製（クローニング）の様に描写されている事が多い。
フェイアリン
フェアリンと表記されることもある。生活に余裕のある人々に公式な場所で飲まれることの多い、格式の高い醸造飲料。深紅の液体で非常に芳醇な香りをもつ。惑星クレヴェニアの植物から醸造される。パトロール隊でも公式の飲料とされており、キムやヘインズ、レーシーらがこれで乾杯する様子が劇中でも数回見受けられる。
負の球体（ネガスフィア）
「負爆弾（ネガボム）」とも呼ばれる。マイナスの質量を持つ“反”球。最大のものは惑星に匹敵する反質量を有し、対惑星兵器として用いられる。通常物質と接触すると、反応して双方とも消滅し、致命的な放射線をまき散らす。通常物質とは反対に圧迫ビームで牽引され、牽引ビームで圧迫される。いわゆる反物質に類似するが、負の質量物質と性質が混同されている。
誘導惑星
正式名称は不明。キムがつけた通称は「くるみ割り器」。質量がほぼ等しく、固有速度が逆の二つの惑星を無慣性状態で配置し、標的となる惑星の両側で同時に固有速度を復活させる。つまり二つの惑星で標的を挟みつぶす兵器。ただし、二つ一組でなく、単独で目標に突入させる、いわば「惑星爆弾」として使用される場合もある。プルーア破壊に使用された、n次空間の惑星（固有速度が光速の15倍）を利用したものはこの方式であった。

## 登場する主な宇宙船
ディレクトリクス号
銀河パトロール隊大艦隊（グランドフリート）の旗艦。数万隻ものパトロール隊の大艦隊を統率運用するための巨大な（通常の知覚では全体を把握しきれないほどの）“タンク”を持つのが特徴。これを実際に運用するためには、キムたち第二段階レンズマン、もしくは高度に専門化され訓練を受けたリゲル人レンズマンによる「圧縮・要約」（むしろ「翻訳」というべきか）された小型タンクが必要であった。略称はGFHQ（Grand Fleet Head Quarter）、形式番号はZ9M9Z、愛称は"ビッグ・ノイズ"（お偉方）。なお、現代海軍では必須のものとされる戦闘指揮所（CIC）を開発したアメリカ海軍のC・ラニング中佐は、その発想の源流の一つが、このディレクトリクス号にあると述べている。
ドーントレス号
銀河パトロール隊の超弩級戦艦。後に銀河調整官の専用船となる。大型で重武装だが、極めて高速でもある強力な艦。『グレー・レンズマン』で登場してから『第二段階レンズマン』の間に3度の大改装が施され、その二十年後の『レンズの子ら』においても移動研究施設としてなお現役。
ブリタニア号
キムの最初の乗艦。実質的な攻撃力は新兵器「Q砲」のみ。ボスコーンとの戦闘で失われるが、後にキムは新たに艦長を拝命した高速巡洋艦に同じ名前をつけ、独立レンズマンとなるまで乗艦としていた。
ヴェラン号
ウォーゼルの乗艦。クルーは全てヴェランシア人で、彼らの身体的頑強性を活かした高加速高機動が特徴。デルゴン上帝族狩りのスペシャリスト艦である。
ネラド艦
『三惑星連合軍』に登場。ネヴィア人ネラドが建造した「超宇宙船」。初歩的な慣性制御機関と鉄をエネルギー源に完全変換する超動力、それに固体の鉄を液体状に変換して吸い取る「赤い力場」を持つ。たまたま訪れた「鉄が豊富で妙な現住生物がいる星」すなわち地球を襲い、連合軍宇宙艦の船体、日常の鉄製品、果ては人体の血液中のヘモグロビンまで、鉄をことごとく強奪する（地球人そのものには敵意はない、というより下等生物扱いで興味がない）。
ボイシ号
『三惑星連合軍』に登場した「超宇宙船」。三惑星連合軍が満を持して建造した、不完全ながら慣性制御機関を搭載した強大艦で、ネラド艦に対抗できる地球唯一の艦であった。
シカゴ号
『ファースト・レンズマン』で、ボイシ号の僚艦として活躍する戦艦。
渦動破壊者（ヴォーテックス・ブラスター）一世号 / 二世号
“ストーム”・クラウドの専用船。野放し原子渦動のエネルギーを相殺するための、様々な大きさのディオデック爆弾多数と、その発射機を備えている。
探知不能な黒い快速艇
キムのものとナドレックのものが知られている。反射率0.01以下の黒い塗装が施されていること、非鉄金属で建造されている（僅かな鉄製部品は電磁探知機に反応しないように処理されている）こと、厳重なスパイ光線遮断スクリーン及び思考波スクリーンを装備していることから、センサーからも目視からも実質的“不可視”である（背景の星の光を遮ることによってのみ発見が可能）。なお、ボスコーンでも同種の艇が運用されている。
なお、原作発表当時は、ステルス技術はおろか『ステルス』という用語や概念自体が存在していなかった。

## メディアミックス
日本においては、劇場アニメの公開後TVアニメシリーズが放送された。艦船など一部の動画にCGを採用した作品として話題を呼んだ。また、TVアニメ、および映画向けにストーリーを大幅に脚色してあり、特に劇場版では、主人公キニスンが登場当初は銀河パトロール隊とは全く無関係の一般市民で、別の人物が装着していたレンズを受け継ぎ、なかば偶発的にレンズマンになるという、設定の大幅な改変も見てとれる。
当時人気を博していたTHE ALFEEが歌った映画版の主題歌「STARSHIP -光を求めて-」はシングル盤としてリリースされ、当時の人気番組「ザ・ベストテン」等でトップとなるなど、ヒットを記録し、話題を呼んだ。
さらに、TVアニメシリーズに連動して、ノベライゼーション版・漫画版も出版されているが、どちらもオリジナル版とはかなり異なるストーリーになっている。
また、TVアニメ放送から約10年後、連続ラジオドラマとして「銀河パトロール レンズマン」「渦動破壊者 ヴォルテックス・ブラスター」が製作されていた。それぞれ原作の「銀河パトロール隊」「渦動破壊者」を元にしている。

### アニメ映画
1984年7月7日に『SF新世紀レンズマン』というタイトルで映画化され、東宝東和系で公開された。カラー、107分。制作費12億円。動画枚数7万枚。日本での配給収入は2億5300万円。冒頭の宇宙戦闘シーンやキムのレンズ継承シーン、ヘルマスや車輪人間の描写などには当時のスパコンの代名詞であった「CRAY-1」で製作された最先端のCGが用いられた。
過去にはポニー(現・ポニーキャニオン)よりVHS・Beta・LD・VHDが販売されていたが、2017年8月現在、DVD・BD化の予定はない。
本作はアメリカ合衆国に初進出した日本のアニメ映画だが、字幕を読みながら映画を見ることに慣れていなかった当時のアメリカの状況が影響し成功しなかった。

#### 登場人物（映画）
- キムボール・キニスン（声 - 古川登志夫）

設定年齢18歳。レンズマン養成校には通っておらず、惑星ムケイエで父を手伝って暮らしていた。
偶然出会ったレンズマンから、重要情報を記録した彼のレンズを託されるという（レンズの設定的に本来ありえない）経緯を経てレンズマンになる。
正式な教育を受けていないためか、知略・謀略を駆使する原作とは異なり、若さに任せた無鉄砲な行動が目立つ。
- クラリッサ・マクドガル（声 - 小山茉美）
- バン・バスカーク（声 - 大塚周夫）

原作とは異なり、銀河パトロール隊に所属しておらず、ポンコツ宇宙船ノシャブケミング号で宇宙を放浪していた。
- ウォーゼル（声 - 野沢那智）

原作とは異なり、竜人のような容姿をしており、地球人レンズマンと同様に手の甲にレンズを持つ。両腕に巻かれた皮膜を翼状に伸ばして飛行する。
- ゲイリィ・キニスン（声 - 中村正）

劇場アニメ版におけるキムの父。惑星ムケイエで農業を営んでいた。キムがレンズマンになった後、彼を追撃するボスコーンに対する囮としてノシャブケミング号で離陸するが撃墜される。
昔、銀河パトロール隊員でレンズマン候補でもあったが、任務中の負傷により腕を失ったため、レンズマンになることができなかった。また、ヘインズ提督の親友でもある。
- ヘインズ提督（声 - 柴田秀勝）
- ソーンダイク（声 - 青野武）
- ソル（声 - 斉藤ゆう子）

ゲイリィの仕事のパートナーとも言えるロボットで、後述のテレビアニメ版と比較すると無感情的にも思えるしゃべり方をしている。キムがレンズマンになった後、囮になったゲイリィと運命を共にする。
- ヘルマス（声 - 加藤精三）

アニメ版（劇場版・テレビ版）を通しての悪の首魁。宇宙海賊ボスコーンの首領で、巨大な体躯を持ち、要塞と一体化している。
冷酷な性格であり、失敗した部下に対して容赦なく死の制裁を与える。また、情報端末のギギを使って幹部達を監視している（ギギの正体を知らない幹部らは『ヘルマスの腰ぎんちゃく』と揶揄している）。
- グリードル（声 - 矢田耕司）

劇場版アニメにおけるヘルマス三幹部の一人。兜を被りローブを身に着け、右腕にモーニングスター状の義手をつけた昆虫の姿をしている。甲高い声で気性が荒い。ブリタニア号を惑星ムケイエまで追い詰め、惑星を破壊するが、ゲイリィが操作するノシャブケミング号に気を取られてブリタニア号を取り逃がし、その責任を負わされて処刑される。
- ブレークスリー（声 - 田中康郎）

劇場版アニメにおけるヘルマス三幹部の一人。原作にも同名の人間型キャラが存在するが、こちらでは4本の腕を持つ肥満体をしている。
銀河パトロール艦船との接触中のブリタニア号を急襲。パトロール艦を破壊し、ブリタニア号を惑星デルゴンに追い落とすも、ヘルマスへの報告が杜撰だったため、ボスコーン幹部として不適合とみなされて処刑される。
- ズウィルク（声 - 兼本新吾）

劇場版アニメにおけるヘルマス三幹部の一人。ローブを着たレイヨウに似た姿をしており、杖を持っている。
惑星デルゴンでブリタニア号を追い詰めて破壊するも、ギギが惑星ラディリクスにおけるキムの生存を確認しヘルマスに告げ口したため、任務失敗の責で処刑される。
- DJビル（声 - 小林克也）

惑星ラディリクスでディスコのDJを職業とする老齢の男性。時折、客どうしのケンカの原因を作っているため、警備兵に目を付けられている。
- 金髪のレンズマン（声 - 横内正）

ブリタニア号の乗員で、惑星ムケイエに到着した後、気力を振り絞って自らのレンズをキムに引き渡す。
バスカークの言によれば、キムとの会話の1時間以上前には死亡していたとのこと。
- ナレーター（声 - 蟹江栄司）

#### スタッフ（映画）
- 監督：広川和之、川尻善昭
- 脚本：吉川惣司
- キャラクターデザイン：川尻善昭、富沢和雄
- メカニックデザイン：渡部隆、森本晃司
- 作画監督：富沢和雄、北島信幸
- 美術監督：青木勝志
- 撮影監督：八巻磐
- 音楽監督：井上鑑
- 主題歌：アルフィー『STARSHIP -光を求めて-』、挿入歌：アルフィー『愛の鼓動』
- 音響監督：明田川進
- 効果：倉橋静男、柴崎憲治
- CG：JCGL（ジャパン・コンピュータ・グラフィックス・ラボ）、New York Institute of Technology Computer Graphics Lab
- 企画：伊藤章彦、金子満
- プロデュース：富井道宏、渡辺宙美、丸山正雄
- 製作者：須藤博
- 製作協力：エムケイ、マッドハウス
- 製作：講談社

#### コミック版（映画）
村野守美作画による映画版コミカライズ（全3巻）がメディアミックスを企図してB5ワイド版で講談社から刊行された。

### テレビアニメ
アニメ映画に続いて、1984年10月6日から1985年3月30日まで「GALACTIC PATROL レンズマン」のタイトルで、朝日放送製作・テレビ朝日系にて放送された。全25話。
テレビ未放映が二話分存在する。
ビデオソフトを全6巻購入、帯の応募券でもれなく特典ソフトとして入手出来た。
タイトルは「LENSMAN ビデオスペシャル」。
しかし、後に同内容で発売されたLDセットには未収録。
主要キャラの外見等は劇場版を引き継いでいるものの、内容は劇場版と繋がりがなく、メンターやトレゴンシー等の原作出身キャラの追加、キャラクター設定、および担当声優も一部変更されている。しかし、ヘルマス率いるボスコーン帝国に、レンズマンとなったキムボール・キニスンとその仲間達が立ち向かっていく筋立ては共通である。
CGの使用はオープニングでの劇場版からの流用があるのみである。
なお、過去にセレクション形式（第1-6話だけ）でVHS、LD販売があったが、それ以降DVD、およびBD等のメディア販売はされていない。

#### 登場人物（テレビアニメ）
- キムボール・キニスン（キム）（声 - 古川登志夫）
- クラリッサ・マクドガル（クリス）（声 - 小山茉美）
- バン・バスカーク（バン）（声 - 銀河万丈）
- ウォーゼル（声 - 野田圭一）
- ソル（声 - 鈴木富子）

形状は前述の劇場版のものと同一だが、劇場版とは異なり、テレビアニメ版ではキムのサポートロボットとして登場。キムと共に行動していることが多く、より人間的な口調でしゃべる。
- メンター（声 - 永井一郎）

テレビアニメ版から登場。ローブを着た小柄な老人の姿で登場している。
- トレゴンシー（声 - 龍田直樹）

テレビアニメ版から登場。外見はほぼ原作通り、ドラム缶状の胴体に象の足のような4本の脚、4本の触手を持ち、そのうちの一本にレンズが付いている。また、原作にはなかった、ある程度の視覚を有しており（胴体のやや上側に赤い目がある）会話はテレパシーで行なう。
- フリック（声 - 江森浩子）

テレビアニメ版終盤から登場したレンズマン。青い肌の子供のような容姿をしている。
- ソーンダイク（声 - 塩沢兼人）
- ヘンダースン（声 - 堀秀行）
- ゼルダ（声 - 鶴ひろみ）
- トーマス（声 - 小林通孝）
- ヘインズ提督（声 - 柴田秀勝）
- レーシー外科部長（声 - 永井一郎）
- ホーヘンドルフ（声 - 佐藤正治）
- グロリア婦長（声 - 中谷ゆみ）
- ナイゼル（声 - 戸谷公次）

テレビアニメ版にて登場するボスコーン幹部の一人で劇場版に登場しているグリードルと似た容姿をしているが両手があるのとヘルメットの隙間から頭髪がある等の違いがある。テレビアニメ版の幹部は数多く存在するが、劇場版のようにヘルマスによって失敗の責で処刑されるケースは最終回以外は比較的少ない。
- ヘルマス（声 - 加藤精三）

#### スタッフ（テレビアニメ）
- 原作 - E,E,スミス
- チーフディレクター - 福富博
- 設定 - 竹内啓雄
- キャラクター設定 - 富沢和雄
- メカニック設定 - 渡部隆
- 美術監督 - 窪田忠雄
- 音響監督 - 明田川進
- 録音 - 橋本二三郎
- 効果 - 柴崎憲治
- 音楽 - COSMOS
- 制作協力 - エムケイ
- 製作 - 朝日放送、講談社

#### 主題歌（テレビアニメ）
オープニング主題歌「ON THE WING」
作詞 - 売野雅勇 / 作曲・歌 - 小島恵理
エンディング主題歌「パラダイス」
作詞・作曲・歌 - 鈴木雄大
オリジナル盤発売時は、レコード収録曲が童謡と判断されれば物品税非課税であったため、発売元のキャニオン・レコード（現:ポニーキャニオン）はオープニング主題歌「ON THE WING」を収録したシングルレコードを童謡扱いとしていたが、1986年（昭和61年）に東京国税局が「番組とは独立して聴ける若者向けの曲」と判定したため、同レコードについても物品税が課せられるようになった。

#### 各話リスト（テレビアニメ）
| 話数 | サブタイトル                   | シナリオ | 絵コンテ            | 演出       | 作画監督     | 放送日         |
| ---- | ------------------------------ | -------- | ------------------- | ---------- | ------------ | -------------- |
| 1    | レンズマン誕生                 | 辻真先   | 福富博              | 福富博     | 富沢和雄     | 1984年 10月6日 |
| 2    | 竜戦士ウォーゼル               | 辻真先   | 福富博              | 福富博     | 大坂竹志     | 10月13日       |
| 3    | 嵐の惑星トレンコ               | 辻真先   | 池田成              | 福富博     | 本木久年     | 10月20日       |
| 4    | まぼろしのベムガ               | 辻真先   | 鈴木幸雄            | 福富博     | 富沢和雄     | 10月27日       |
| 5    | 伝説のパトロール隊             | 辻真先   | 木上益治            | 福富博     | 梅津泰臣     | 11月3日        |
| 6    | クリス戦う時                   | 辻真先   | 鈴木幸雄            | 福富博     | 梅津泰臣     | 11月17日       |
| 7    | バスカークがんばる             | 吉川惣司 | 秋山勝仁            | 冨永恒雄   | 清水恵蔵     | 11月24日       |
| 8    | ブリタニア号の危機             | 吉川惣司 | 広川和之            | 冨永恒雄   | 清水恵蔵     | 12月1日        |
| 9    | グラップラーで戦え！バスカーク | 吉川惣司 | 井内秀治            | 冨永恒雄   | 清水恵蔵     | 12月8日        |
| 10   | 壊滅！ボスコーン秘密研究所     | 吉川惣司 | 井内秀治            | 冨永恒雄   | 川筋豊       | 12月15日       |
| 11   | 迷パイロット！？ソル           | 山崎晴哉 | 野寺三郎            | 五月女有作 | 高田三郎     | 12月22日       |
| 12   | リリー救出大作戦               | 山崎晴哉 | 奥田誠治            | 平林淳     | 谷口守泰     | 12月29日       |
| 13   | 伝説の星キリーランド           | 山崎晴哉 | 平田としお          | 遠藤徹哉   | 木下ゆうき   | 1985年 1月5日  |
| 14   | キララ姫の涙                   | 山崎晴哉 | 遠藤徹哉            | 北島信幸   | 北島信幸     | 1月12日        |
| 15   | クリスとらわる                 | 山崎晴哉 | 遠藤徹哉            | 五月女有作 | 高田三郎     | 1月19日        |
| 16   | キリーランドよ永遠なれ         | 山崎晴哉 | 遠藤徹哉            | 平林淳     | 木下ゆうき   | 1月26日        |
| 17   | 秘密指令宇宙海賊作戦！         | 高階航   | 蔭山康生            | 蔭山康生   | 北島信幸     | 2月2日         |
| 18   | 驚くべきウルフの謎             | 高階航   | 蔭山康生            | 蔭山康生   | 北島信幸     | 2月9日         |
| 19   | ベリリウムの謎をさぐれ         | 高階航   | 日下部光雄          | 北島信幸   | 北島信幸     | 2月16日        |
| 20   | ライトビーム砲を叩け           | 高階航   | 日下部光雄          | 北島信幸   | 北島信幸     | 2月23日        |
| 21   | 恐怖のスペースウェーブ         | 馬嶋満   | 野田拓実            | 高須賀勝己 | 椛島義夫     | 3月2日         |
| 22   | 謎のエメラルド星雲             | 馬嶋満   | 高須賀勝己 岡嶋国敏 | 高須賀勝己 | 椛島義夫     | 3月9日         |
| 23   | 新レンズマン誕生               | 馬嶋満   | 矢沢則夫            | 高須賀勝己 | 椛島義夫     | 3月16日        |
| 24   | トール博士を救え！             | 馬嶋満   | 矢沢則夫            | 高須賀勝己 | 椛島義夫     | 3月23日        |
| 25   | 対決！ボスコーン大要塞         | 渡辺誓子 | 野寺三郎            | 宮下研史   | 島田ひであき | 3月30日        |

#### 放送局（テレビアニメ）
※放送日時は個別に出典が提示されているものを除き1985年2月時点、放送系列は放送当時のものとする。
| 放送地域       | 放送局             | 放送日時                                                              | 放送系列                      | 備考                                      |
| -------------- | ------------------ | --------------------------------------------------------------------- | ----------------------------- | ----------------------------------------- |
| 近畿広域圏     | 朝日放送           | 土曜 19:00 - 19:30                                                    | テレビ朝日系列                | 制作局 現：朝日放送テレビ。               |
| 北海道         | 北海道テレビ       | 土曜 19:00 - 19:30                                                    | テレビ朝日系列                |                                           |
| 宮城県         | 東日本放送         | 土曜 19:00 - 19:30                                                    | テレビ朝日系列                |                                           |
| 福島県         | 福島放送           | 土曜 19:00 - 19:30                                                    | テレビ朝日系列                |                                           |
| 関東広域圏     | テレビ朝日         | 土曜 19:00 - 19:30                                                    | テレビ朝日系列                |                                           |
| 新潟県         | 新潟テレビ21       | 土曜 19:00 - 19:30                                                    | テレビ朝日系列                |                                           |
| 静岡県         | 静岡けんみんテレビ | 土曜 19:00 - 19:30                                                    | テレビ朝日系列                | 現：静岡朝日テレビ。                      |
| 中京広域圏     | 名古屋テレビ       | 土曜 19:00 - 19:30                                                    | テレビ朝日系列                |                                           |
| 広島県         | 広島ホームテレビ   | 土曜 19:00 - 19:30                                                    | テレビ朝日系列                |                                           |
| 香川県・岡山県 | 瀬戸内海放送       | 土曜 19:00 - 19:30                                                    | テレビ朝日系列                |                                           |
| 福岡県         | 九州朝日放送       | 土曜 19:00 - 19:30                                                    | テレビ朝日系列                |                                           |
| 鹿児島県       | 鹿児島放送         | 土曜 19:00 - 19:30                                                    | テレビ朝日系列                |                                           |
| 青森県         | 青森放送           | 土曜 17:00 - 17:30                                                    | 日本テレビ系列 テレビ朝日系列 |                                           |
| 山形県         | 山形放送           | 火曜 17:00 - 17:30                                                    | 日本テレビ系列 テレビ朝日系列 |                                           |
| 長野県         | 信越放送           | 月曜 16:00 - 16:30                                                    | TBS系列                       |                                           |
| 富山県         | 富山テレビ         | 水曜 17:20 - 17:50（1985年2月時点） 土曜 6:15 - 6:45（1985年4月時点） | フジテレビ系列                |                                           |
| 石川県         | 北陸放送           | 金曜 17:00 - 17:30                                                    | TBS系列                       |                                           |
| 福井県         | 福井放送           | 月曜 17:30 - 18:00                                                    | 日本テレビ系列                |                                           |
| 鳥取県・島根県 | 日本海テレビ       | 月曜 19:00 - 19:30                                                    | 日本テレビ系列                |                                           |
| 山口県         | 山口放送           | 水曜 17:15 - 17:45                                                    | 日本テレビ系列 テレビ朝日系列 |                                           |
| 愛媛県         | 愛媛放送           | 月曜 17:25 - 17:55                                                    | フジテレビ系列                | 現：テレビ愛媛。 1984年11月19日ネット開始 |
| 高知県         | テレビ高知         | 金曜 16:30 - 17:00                                                    | TBS系列                       |                                           |
| 長崎県         | 長崎放送           | 金曜 16:50 - 17:20                                                    | TBS系列                       |                                           |
| 熊本県         | テレビ熊本         | 火曜 17:30 - 18:00                                                    | フジテレビ系列 テレビ朝日系列 |                                           |
| 沖縄県         | 沖縄テレビ         | 木曜 17:30 - 18:00                                                    | フジテレビ系列                |                                           |

#### コミック版（テレビアニメ）
テレビ放送とタイアップする形で、週刊少年マガジンに三浦みつるがコミック版を連載し、少年マガジンKCとして、全3巻にまとめられ発売された。

### ラジオドラマ
ラジオたんぱ SF名作シアターとして「銀河パトロール レンズマン」「渦動破壊者 ヴォルテックス・ブラスター」が放送され、後にCD化された。
大貫健一によるイメージイラスト、人気声優の起用等、アニメファン層をターゲットとしているが、その内容はアニメ版に比べ、原作に忠実だった。

#### 登場人物（ラジオドラマ）
- キムボール・キニスン（声 - 結城比呂）
- クラリッサ・マクドゥガル（声 - 笠原弘子）
- ヘンダーソン（声 - 藤原啓治）
- バンバスカーク（声 - 辻親八）
- ソーンダイク（声 - 谷山紀章）
- ウォーゼル（声 - 森川智之）
- トレゴンシー（声 - 茶風林）
- ヘインズ提督（声 - 麦人）
- アイラ（声 - 長沢美樹）
- セシル（声 - 堀江由衣）
- ヘルマス（声 - 子安武人）
- ブラウンリー（声 - 吉田古奈美）
- ウォルマーク（声 - 小西克幸）
- フェイ・サラウェイ（声 - 氷上恭子）
- メンター（声 - 丸山詠二）

#### スタッフ（ラジオドラマ）
- 監督・演出：藤岡央
- 脚本・演出補：安達成彦
- 音楽：藤岡央
- 主題歌：笠原弘子

#### CD
徳間ジャパンコミュニケーションズより発売。ドラマCDには各4話収録。
1. 銀河パトロール レンズマンドラマCD1（TKCA-71314：1998年1月21日発売）
2. 銀河パトロール レンズマンドラマCD2（TKCA-71333：1998年2月25日発売）
3. 銀河パトロール レンズマンドラマCD3（TKCA-71353：1998年4月8日発売）

- STAND THE NIGHT／MY PRAYER（銀河パトロール レンズマンオープニング&エンディングテーマ）（TKDA-71313：1998年1月21日発売）

## 関連事項
アメコミ「グリーンランタン」
DCコミックスのスーパーヒーロー。超越者によって組織された宇宙全域の平和維持活動を行う組織の存在や、主人公が瀕死の前任者から基本となるアイテム（映画版におけるレンズ／グリーンランタンのパワーリング）を継承されるなど、設定に多くの共通点を持つ。
ゲーム「スペースウォー!」
世界で初めて、本当の意味で多数の人に遊ばれたテレビゲーム。ゲームデザインをしたスティーブ・ラッセルは、当小説にヒントを得たと語っている。
ボスコニアン
ナムコのアーケードゲーム。「宇宙海賊ボスコニアン」の名称は本作の「宇宙海賊ボスコーン」にヒントを得たもの。また「アイヒ」「プルーア」「エッドール」型ミサイルと呼ばれる敵キャラも存在する。なお同社のゼビウスには、本作に登場するガジェットから名称を取ったと思われるキャラ（メカ）「シオナイト」が登場。
小説「青の騎士ベルゼルガ物語」
主人公のケイン・マクドガルのファミリーネームとシリーズ前半の敵となるクリス・カーツのファースト・ネームは、クラリッサ・メイ・マクドゥガルの愛称とファミリーネームに由来する。この事は作品を連載していたホビー誌・デュアルマガジンの記事で、作者であるはままさのりや制作に携わった伸童舎のスタッフが『SF新世紀レンズマン』のファンだった（ので、主人公とそのライバルの名前に拝借した）からと明かされていた。
小説「タツモリ家の食卓」シリーズ（古橋秀之、電撃文庫）
主要登場人物のひとり、銀河連邦特務監査官カーツ大尉は、独立した巨大な権限を持った執行官であることや、偽造不能なIDとして首につけたベルの設定など、レンズマンを基にしていると思われる。
漫画およびアニメ「地球へ…」
登場人物の一人、キース・アニアンの名は、キニスンの名をヒントにして創作された。